# Traghettamento nello stretto di Messina
Il traghettamento nello stretto di Messina è un servizio di trasporto di persone, veicoli e merci effettuato con apposite navi tra le due sponde, siciliana e calabrese, dello stretto braccio di mare che separa la Sicilia dal continente europeo.

## Storia

### Le origini
Lo stretto braccio di mare tra la Penisola italiana e l'isola di Sicilia ha sempre rappresentato un ostacolo al libero scambio di persone e cose; allo stesso tempo, però, la sua brevità ha invogliato molti ad attraversarlo. Fino al tempo dei Borbone, tuttavia, i collegamenti attraverso lo stretto venivano svolti dai barcaioli locali con piccoli scafi a vela. I collegamenti importanti infatti si svolgevano direttamente tra i porti siciliani e quelli di Salerno e Napoli, essendo ai tempi la Calabria di difficile, se non impossibile, attraversamento viario.

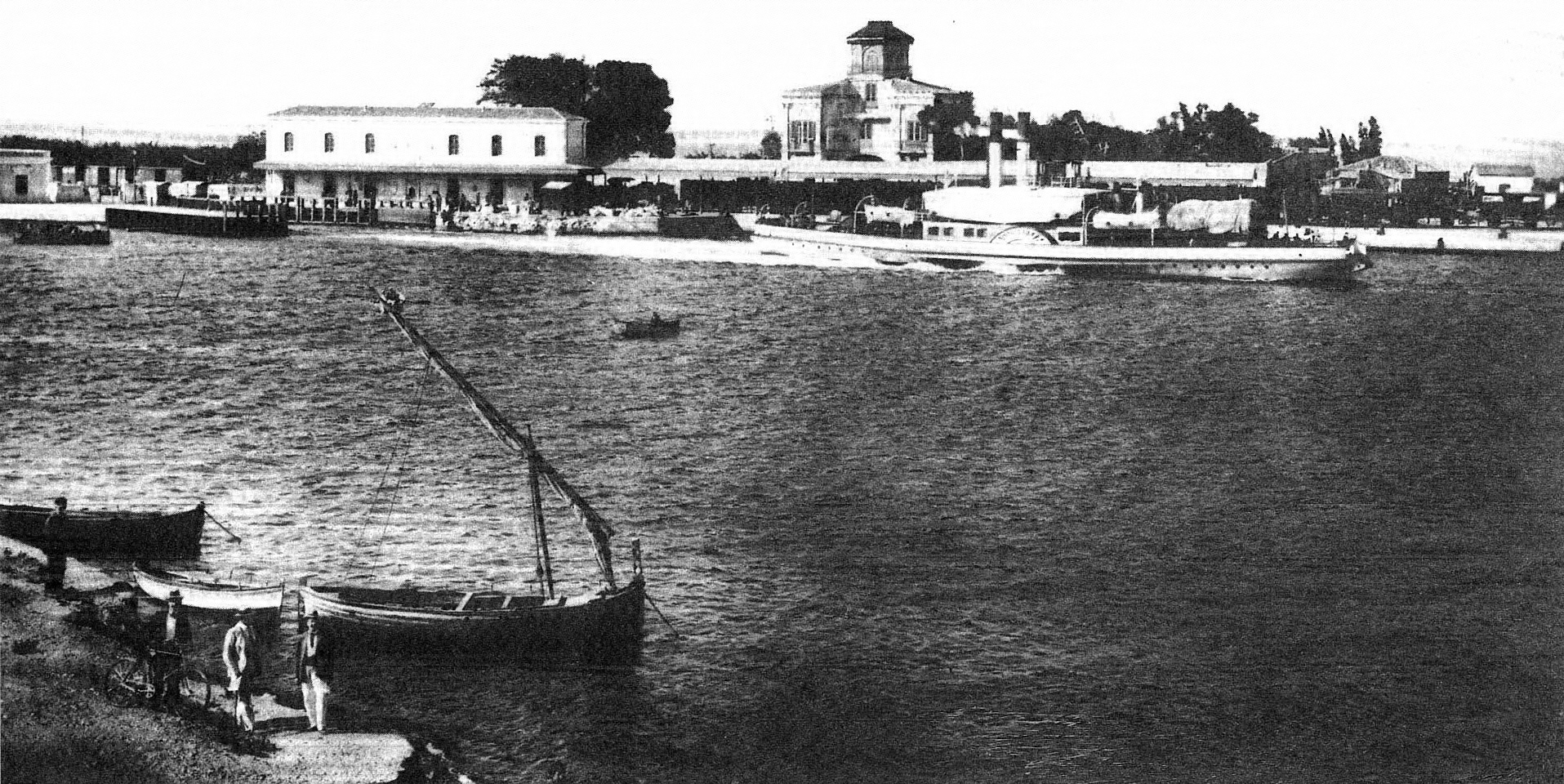
Un ferry-boat in partenza dal porto di Reggio Calabria verso la fine del XIX secolo.

Con l'unità d'Italia venne iniziato il programma di costruzioni ferroviarie nelle due regioni limitrofe affidandone l'esecuzione alla Società Vittorio Emanuele. Il 3 giugno 1866 venne attivato il primo tratto della costruenda ferrovia Jonica da Reggio Calabria a Lazzaro e il 1º ottobre 1868 quello fino a Bianconovo. I lavori per la costruzione della Ferrovia Jonica si conclusero il 15 novembre 1875 stabilendo il collegamento ferroviario fino a Metaponto e Taranto.
Sulla sponda isolana, il 12 dicembre 1866 Messina veniva collegata alla stazione di Taormina-Giardini e il 3 gennaio del 1867 il treno raggiungeva la stazione di Catania Centrale. Si veniva a configurare così una grande possibilità di sviluppo dei trasporti di passeggeri, ma soprattutto di merci, resa tuttavia difficoltosa dalla necessità di scaricare, imbarcare e riscaricare le merci dirette al nord imbarcandole a Messina e sbarcandole a Reggio Calabria. Risalgono a questo periodo i primi studi e progetti riguardanti un ponte (1866) e un lungo tunnel sottomarino (1870).
Accantonato il costoso programma, un regio decreto del novembre 1893 finalmente rilasciò la Concessione per la navigazione a vapore attraverso lo stretto alla Società per le strade ferrate della Sicilia con l'obbligo per questa di effettuare due corse giornaliere di traghetto tra Messina e Reggio Calabria, istituendone altre due per Villa San Giovanni al completamento della Ferrovia Tirrenica Meridionale. Nel 1894 la società Sicula ordinò all'industria cantieristica una coppia di ferry-boats, con azionamento a pale e motore a vapore, progettate dall'ingegnere del Genio navale Antonino Calabretta, che entrarono in servizio a fine 1896 funzionando tuttavia da semplici piroscafi non essendo ancora pronte le invasature. Le due navi-traghetto vennero battezzate con i nomi di Scilla e Cariddi. Si dovette comunque attendere il mese di novembre del 1899 perché avesse inizio il servizio di traghettamento regolare, tra Messina e Reggio Calabria, di carri merci e il 1º agosto 1901 per il primo traghettamento di due carrozze pullman del treno direttissimo Roma-Siracusa.

### L'esercizio di Stato

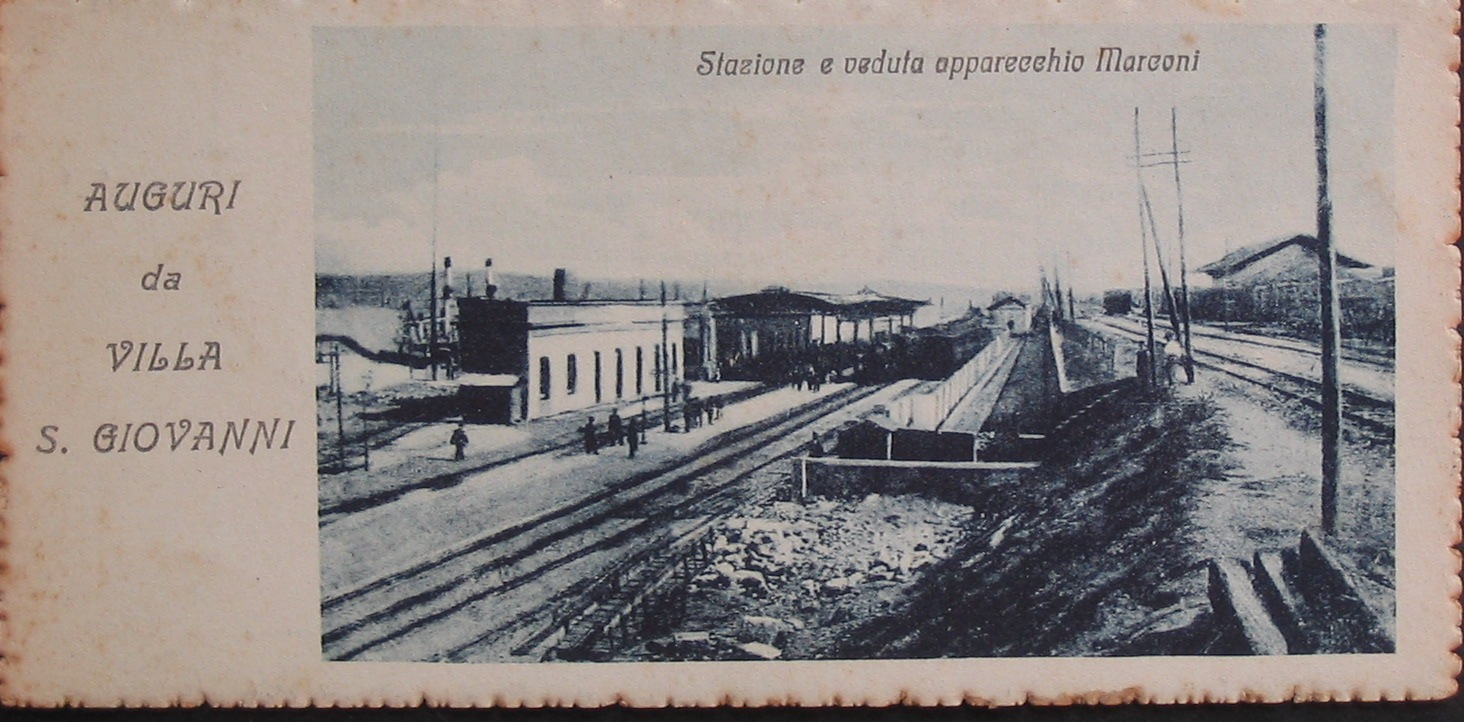
La stazione di Villa San Giovanni e l'approdo del traghetto nel 1906

Il successo dell'iniziativa fu oltre ogni aspettativa e nel 1903 la Società Sicula ordinò un'altra coppia di traghetti, il Sicilia e il Calabria che presero servizio nel 1905, anno in cui lo Stato riscattò le ferrovie della penisola, mentre per la Sicula questo avvenne l'anno dopo. Nello stesso anno, il 1º marzo entrò in funzione l'invasatura nº 1 di Villa San Giovanni permettendo l'avvio del traghettamento di carri da inoltrare direttamente sulla nuova linea Tirrenica. L'inizio della gestione di Stato coincise con la nascita dell'Ispettorato della Navigazione con sede a Messina Marittima, che dipendeva direttamente dalla Direzione generale delle Ferrovie dello Stato. Il 1906 segnò la nascita del traghettamento regolare delle carrozze della CIWL, dell'autorizzazione alla navigazione notturna e dell'ordinazione di due nuove navi traghetto più grandi e con propulsione a elica, anziché a pale come le quattro in servizio. Queste, battezzate con i nomi di Reggio e di Villa permisero al treno di lusso da Roma per Siracusa e Palermo di essere trasbordato per intero. Il 28 agosto del 1917, in piena prima guerra mondiale, il traghetto a pale Scilla affondò in seguito all'urto contro una mina nemica (il sommergibile posa-mine austro-ungarico UC-38 ne rivendica l'affondamento) e pertanto ne venne ordinata la sostituzione con una nuova unità più grande e moderna, così alcuni anni dopo la fine del conflitto entrò in servizio la nuova Scilla simile alla Reggio e ad essa si aggiunse nel 1924 la più grande, con tre binari a bordo, la Messina prima unità ad avere anche la propulsione con motore diesel.
Il periodo fascista vide un incremento del numero e della stazza delle nuove navi che arrivarono a poter imbarcare un treno viaggiatori completo di 14 carrozze. Le navi costruite furono anche molto innovative; ebbero infatti un rivoluzionario tipo di propulsione con apparati motori diesel-elettrici e furono le più grandi e veloci navi del loro genere in Europa atte al trasporto contemporaneo di treni, automobili e viaggiatori. La coppia di navi prese il nome di Cariddi II e di Scilla III.
Negli anni tra il 1931 e il 1935 si ebbe anche l'aumento del numero di invasature sia a Messina che a Villa San Giovanni e l'istituzione nel 1934 del traghettamento di autoveicoli: il primo anno di esercizio registrò il transito di 3521 autoveicoli tra le due sponde. Venne inoltre realizzata, tra il 1937 e il 1939 la nuova stazione di Messina Marittima, importante opera dell'architetto Angiolo Mazzoni, dal cui lungo corridoio a ponte in cui era collocato il grande mosaico murale di Michele Cascella, si poteva osservare l'andirivieni dei treni imbarcati e le navi in arrivo e partenza. Anche a Reggio Calabria, nello stesso periodo vennero potenziate le infrastrutture del porto e di stazione.
Allo scoppio della guerra la flotta FS dello stretto venne coinvolta duramente con perdite e distruzioni; tra il 1942 e il 1943 vennero affondate la nave Aspromonte al largo della Tunisia, la Scilla e la Reggio nel porto di Messina. Poco prima dell'arrivo degli Alleati il comando della Regia Marina italiana fece autoaffondare la Cariddi e la Villa per evitare che fossero utilizzate dal nemico. Fino al mese di aprile del 1944 il servizio di traghetto fu completamente interrotto; restavano di nuovo solo le barche dei pescatori per attraversare lo stretto di Messina ma le ferrovie in Calabria permanevano interrotte. La prima nave a riprendere servizio tra Messina e Reggio Calabria fu la Messina, una delle poche sopravvissute, dato che la Ferrovia Jonica aveva ripreso a funzionare. La nave, soprannominata U Iaddinaru (il pollaio), viaggiava veramente stipata all'inverosimile, proprio come un pollaio, date le poche corse giornaliere. Qualche anno dopo le Ferrovie dello Stato iniziarono un programma di recupero delle navi affondate e il loro contemporaneo riarmo con caratteristiche più moderne, ma non fu più possibile riattivare a causa dei danni subiti la Aspromonte. Tra il 1948 e 1949 entrarono in servizio due nuove navi di cui la prima riprese il nome di Aspromonte e la seconda ebbe quello di Mongibello. In pochi anni il traffico ferroviario attraverso lo stretto superò quello d'anteguerra e vennero aumentati i treni traghettati per intero, ora anche con le carrozze di classe inferiore, e soprattutto vennero istituiti i treni senza alcun trasbordo tra le stazioni del nord, Milano, Torino e Venezia e quelle siciliane di Palermo e Siracusa, attrezzando contemporaneamente, per le navi di stazza maggiore, i ponti superiori di passerelle mobili per l'imbarco di autoveicoli.

### L'avvento delle compagnie private

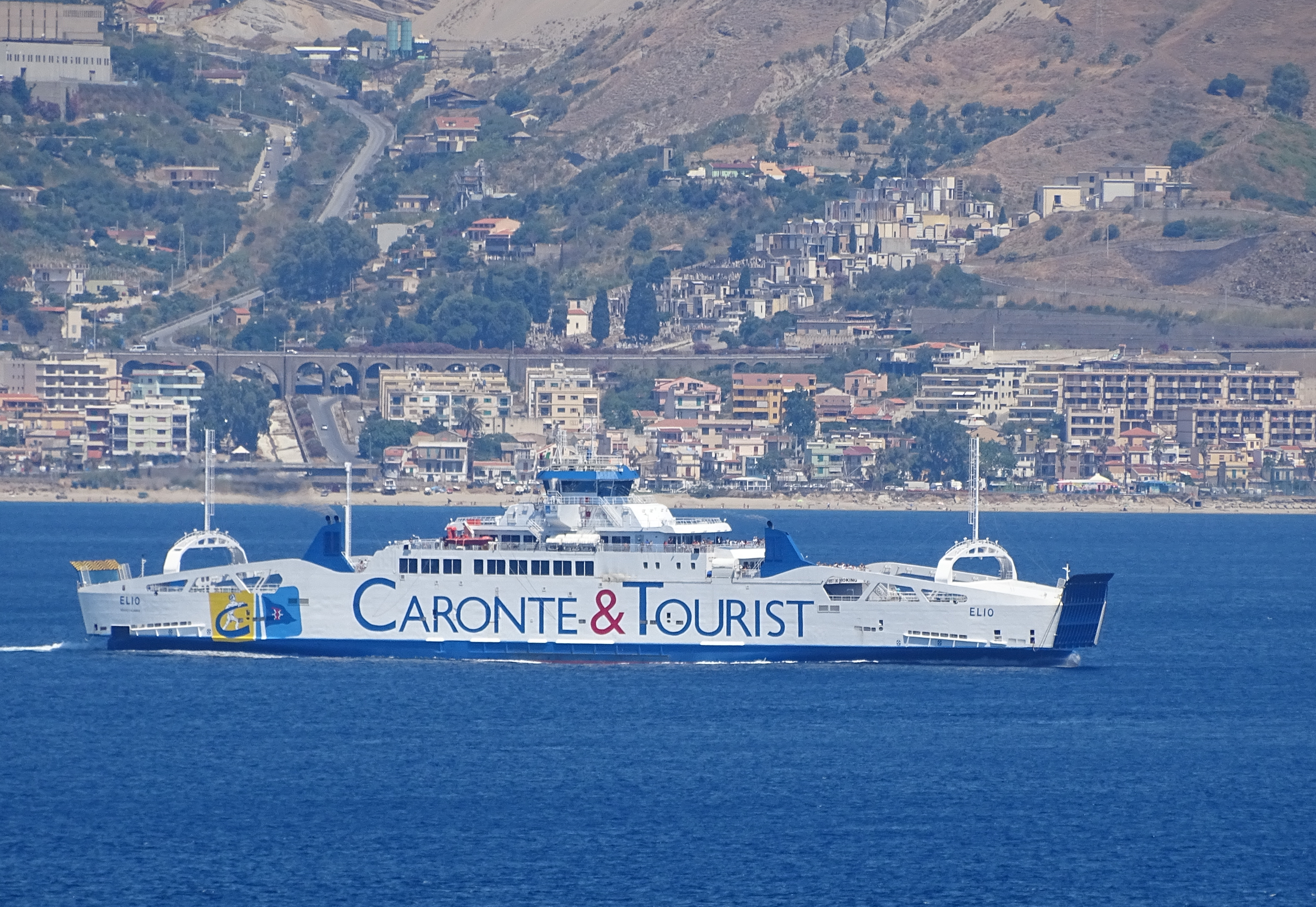
Nave Elio della Caronte & Tourist

Inizia in sordina, nel 1965, un servizio di traghettamento privato con alcune piccole navi bidirezionali a ponte unico aperto trasformate e adattate per il trasporto di autoveicoli e autocarri promiscuamente. Le società armatrici che prendono il nome di Caronte e Tourist Ferry Boats hanno ottenuta la licenza di navigazione dal Ministero della marina mercantile e in teoria non potrebbero svolgere il servizio di traghettamento sullo stretto che è assegnato in concessione esclusiva alle FS. Ma l'aumento del traffico veicolare e la rigidità che contraddistingue il servizio ferroviario, legato a orari fissi e a procedure standard, quindi con tempi lunghi, fa sì che sempre più grandi quantità di veicoli preferiscano lo sbrigativo servizio dei piccoli traghetti privati che fanno la spola ininterrottamente, prima sulla sola direttrice di Reggio Calabria e poi anche su quella di Villa San Giovanni. La Caronte e la Tourist Ferry Boat a partire dal 1969 si accordano per la gestione in comune del servizio di traghettamento di veicoli e passeggeri sulla rotta Messina-Villa San Giovanni dividendo gli utili al 50% e utilizzando le stesse biglietterie e gli stessi approdi e attrezzature. Nel corso degli anni successivi entrano in servizio navi più capienti e moderne aumentando quindi la loro operatività. L'aumento del traffico non è senza problemi, infatti essendo vicine le invasature FS e gli approdi privati di Villa San Giovanni in più di un'occasione sono avvenuti incidenti in manovra, il più delle volte non gravi.
Le società dichiarano di trasportare l'80% del traffico di veicoli sullo stretto, trasportando annualmente 2.300.000 automobili e 800.000 veicoli commerciali.
Le due compagnie si sono fuse nel 2003 dando luogo alla società Caronte & Tourist S.p.A.
Altra compagnia che assicura il traghettamento sullo stretto è la società privata Meridiano Lines che opera tra il porto reggino e messinese.

### L'ascesa e il declino della flotta FS

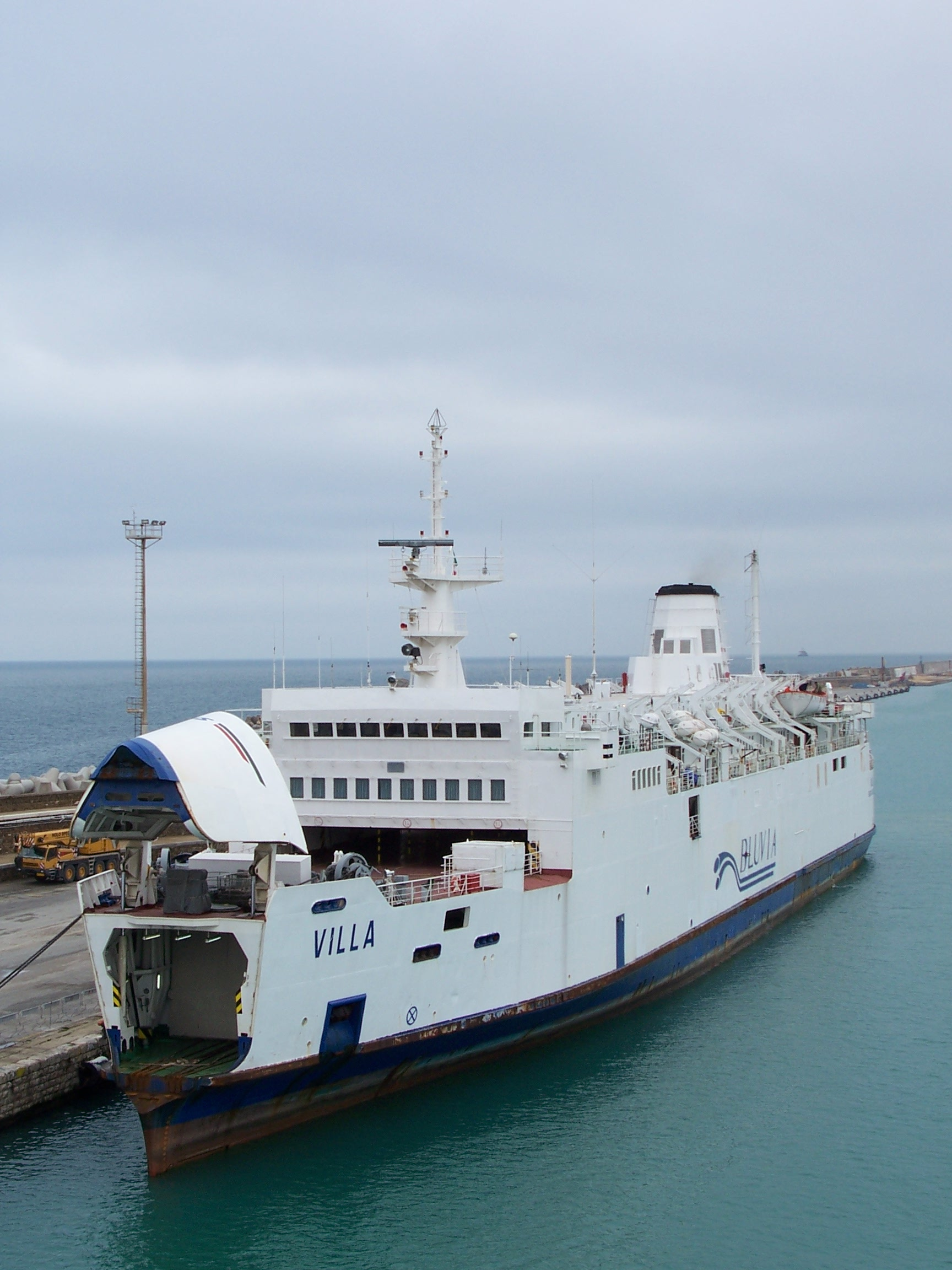
Il traghetto Villa delle FS ormeggiato a Civitavecchia

A partire dal 1960 e con il Piano Decennale delle FS la flotta dello stretto si arricchisce di navi ancora più moderne e capienti; il 3 giugno 1960 entra in servizio una nave di 128,5 metri per la prima volta con 4 binari di carico, dalla linea elegante e velocità di 17,7 nodi: viene battezzata Reggio riprendendo il nome del vecchio traghetto omonimo radiato nel 1950. A Villa San Giovanni viene realizzata la terza invasatura e viene dato inizio al trasporto di autocarri e autovetture su Reggio Calabria attrezzando le vecchie Messina e Villa.
Nel 1964 entra in servizio la San Francesco di Paola con caratteristiche similari alla Reggio, viene inoltre attrezzata la quinta invasatura a Messina e il 30 maggio 1965, previa trasformazione di alcune navi per assicurarne il funzionamento dei servizi di condizionamento e ausiliari, si iniziano a traghettare anche le elettromotrici ALe 601 del Treno Rapido Peloritano da Catania e Palermo per Roma Termini.
Alla fine del decennio entrarono in servizio le unità di nuova concezione della classe Iginia (dal nome della prima nave varata), dal dislocamento complessivo di 7350 t, della lunghezza di 141,5 m e a quattro binari di carico sul ponte ferroviario. Tale nave aumentava la possibilità di carico a 16 carrozze ordinarie o 15 del tipo UIC X o 43 carri merci, 210 automobili (tra ponte alto e ponte binari) o 55 autocarri e un numero di passeggeri fino a 2000 unità. Era inoltre fornita di ristorante di bordo, e self service di due bar e ampi saloni di sosta. Tra il 1969 e il 1972 ne entrarono in servizio tre, rispettivamente, l'Iginia, la Sibari e la Rosalia. La prima metà degli anni settanta vide inoltre l'arrivo delle prime due navi, della flotta FS, costruite appositamente per l'imbarco del solo gommato; erano delle unità bidirezionali da 77,7 m di lunghezza che vennero battezzate Agata e Pace dal nome di due località della costa messinese dello stretto. Nel 1975 la San Francesco di Paola venne trasferita definitivamente sulla rotta della Sardegna e una dopo l'altra vennero messe in disarmo le navi più vecchie: la Scilla, la Villa e infine il vecchio iaddinaru, la Messina. Venne inoltre disposto il rinnovamento degli apparati motori, ormai obsoleti, delle Cariddi, Secondo Aspromonte e Mongibello.
Gli anni settanta rappresentarono il periodo migliore del servizio FS di navigazione sullo stretto di Messina con il naviglio moderno o rimodernato e servizi a bordo di buon livello qualitativo. Era infatti possibile, negli orari opportuni consumare anche un buon pasto nel ristorante di bordo mentre il proprio treno effettuava le manovre e le operazioni di traghettamento mentre il condizionamento dell'aria nei saloni delle navi più moderne permetteva un tragitto confortevole anche nelle estati più torride. Nel 1978 vennero traghettati, dalle navi FS sulla rotta Messina-Villa San Giovanni, 4.596.225 viaggiatori e 336.761 automezzi in un senso e 5.010.955 e 383.922 automezzi in senso opposto.
Gli anni ottanta videro tuttavia l'inizio della parabola discendente; il cambiamento delle prospettive politico-economiche nazionali, che puntarono più al contenimento dei costi dell'Azienda ferroviaria di Stato che alla loro razionalizzazione, mise in moto il progressivo deterioramento della qualità e poi anche della quantità dei servizi erogati, la riduzione della manutenzione corrente unita a una sempre maggiore conflittualità sociale. Tutto ciò unito alla sempre maggiore aggressività del traghettamento privato avvantaggiato, non solo dalla mancanza di vincoli burocratici, ma anche dalla stessa segnaletica stradale urbana e autostradale che indirizzava i veicoli direttamente agli approdi relativi determinò un sempre maggiore spostamento al solo traghettamento ferroviario delle navi FS e per giunta in un momento critico di trasformazione dell'azienda di Stato in ente pubblico economico e poi in società per azioni. Le statistiche relative al 1982 vedevano infatti il calo sostanziale dei veicoli gommati trasportati a 263.254 verso nord e 288.233 verso la Sicilia a fronte di un trasporto passeggeri costante attestato sui 4,5-5 milioni di viaggiatori.
Ciononostante, ancora nel 1983, come risultato delle ordinazioni previste dal Piano Integrativo delle FS entrava in servizio la Riace, la prima di due unità bidirezionali specializzate e attrezzate per il trasporto di merci pericolose o infiammabili, seguita nel 1985 dalle gemelle Scilla e Villa del tipo Iginia potenziato, da 145 m di lunghezza e dislocamento a pieno carico di 8370 t. Dette due navi facendo tesoro delle esperienze positive delle progenitrici erano più flessibili, più capienti ancora e inoltre in grado di essere usate sulla rotta della Sardegna e per compiti di protezione civile essendo in grado di attraccare in qualunque approdo e in grado di imbarcare veicoli da banchine non specificamente attrezzate. Nel 1988 infine entrava in servizio la Fata Morgana, gemella del Riace, ma già in periodo di calo del traffico ferroviario da e per il continente.

### La nascita di Bluvia

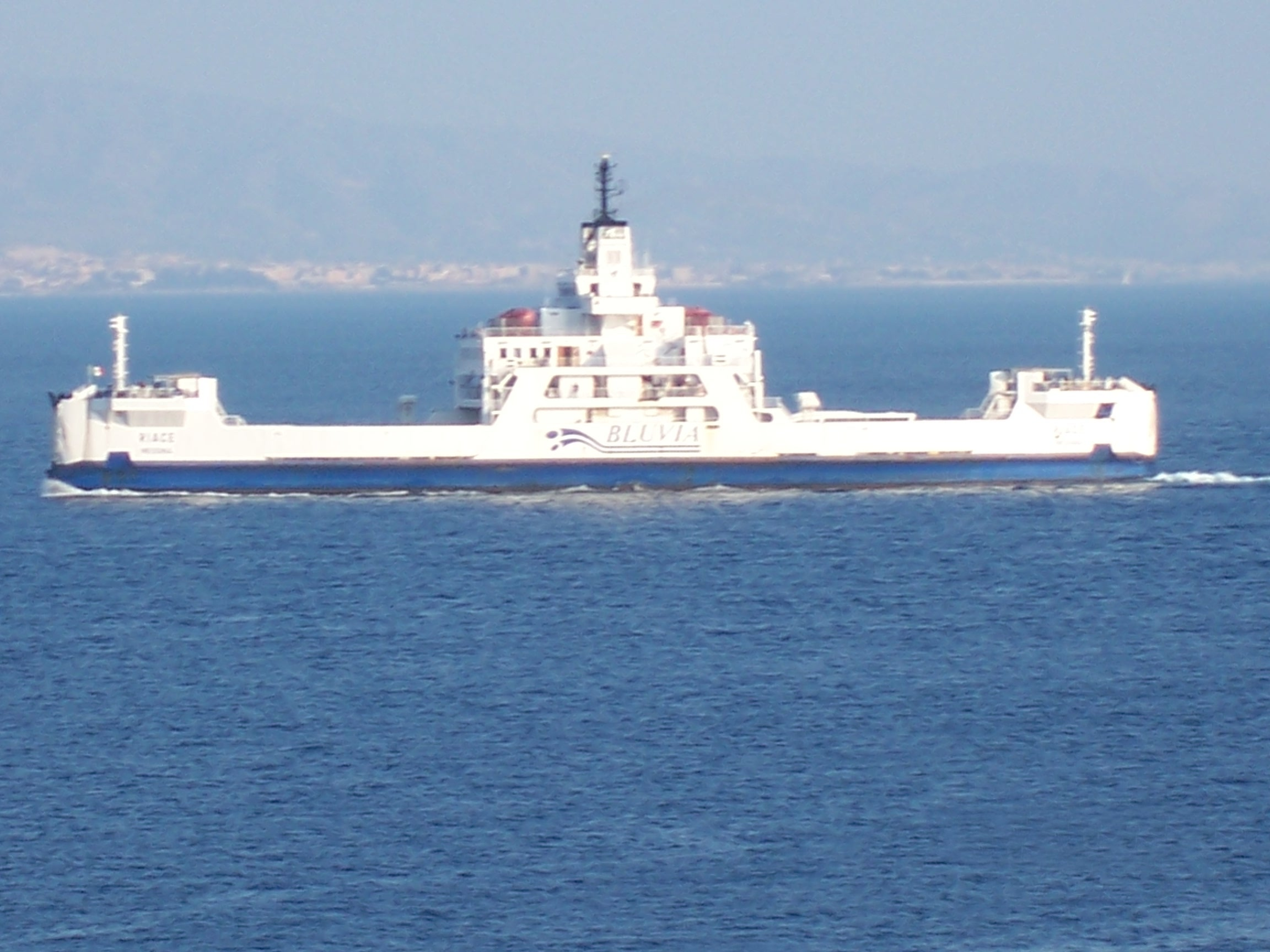
Traghetto Riace con il nuovo logo Bluvia

La trasformazione della vecchia azienda statale delle Ferrovie dello Stato, che gestiva anche il traffico marittimo sullo stretto, nella nuova holding comportò la separazione tra l'operatore del trasporto ferroviario e il gestore dell'infrastruttura; così nel 2000 fu costituita Trenitalia e nel 2001 RFI. Da quest'ultima venne scorporata la divisione navigazione con la creazione, nel luglio 2002, di Bluvia, nuovo marchio del servizio di traghettamento pubblico sullo stretto di Messina e sulla rotta sarda. Così le navi passarono alla nuova divisione societaria.
Il 9 dicembre 2003 entrò a far parte della flotta Bluvia la nuova nave bidirezionale Enotria, atta a trasportare fino a 22 grandi autotreni o oltre 100 autovetture e 300 passeggeri.
Nel 2005 le due navi bidirezionali Agata e Pace furono alienate e acquisite dalla società genovese EneRmaR dalla quale vennero acquistate in sostituzione la coppia di traghetti, potenzialmente più capienti e di costruzione più recente, Budelli e Razzoli (di costruzione inglese). Le due navi, in seguito ribattezzate Reggio e Mongibello, tuttavia accusarono diverse avarie ed ebbero incidenti anche a causa della loro scarsa manovrabilità; nel novembre 2008 la Capitaneria di porto di Messina dispose il fermo a tempo indeterminato della Mongibello a causa delle gravi carenze riscontrate sull'unità. Messe in vendita nel settembre 2011 le due navi furono acquistate dalla società armatrice greca Corfù Superflex II Ltd e ridenominate Dorieus e Ionas.
Il servizio di traghettamento, sia ferroviario che gommato, accusava intanto un costante ridimensionamento, con riduzione di corse e servizi oltre alla diminuzione del numero di navi utilizzate fino a ridurre a quattro le navi atte al servizio. Risultò inoltre fortemente ridimensionato anche il traghettamento ferroviario merci al punto da paventarne la soppressione.
A metà del 2009 venne posta in disarmo la nave Sibari e successivamente fu indetto il bando per la sua rottamazione. Nel mese di ottobre dello stesso anno risultava già aggiudicata la vendita della Sibari e della Garibaldi. Le due navi furono demolite ad Aliağa, in Turchia, l'anno seguente. Nel 2010 andò in disarmo pure la Rosalia, alienata nel 2012 e partita alla volta della Turchia per la rottamazione il 22 maggio 2012.
La Logudoro, ultima nave superstite della rotta sarda, nell'estate 2011 fu trasferita a Messina, dove venne sottoposta a lavori di ristrutturazione e riconversione presso il bacino dell'arsenale della Marina Militare. Nel mese di luglio 2012 dopo anni di fermo rientrò in servizio nello stretto di Messina. 
Il 7 novembre 2012 fu varata la nave Messina, costruita presso i Nuovi Cantieri Apuania di Marina di Carrara, nuova ammiraglia di RFI entrata in servizio nello stretto nel 2013.

### Bluferries e Blu Jet
Il 1º giugno 2012 iniziava l'attività di una nuova società del gruppo Ferrovie dello Stato Italiane, la Bluferries, cui venne interamente devoluto il traghettamento dei mezzi gommati e dei passeggeri nello stretto di Messina, seguendo le direttive dell'Unione europea (che impongono la separazione fra i servizi di interesse generale, come il traghettamento delle carrozze ferroviarie e dei carri merci, e i servizi aperti al mercato di libera concorrenza). Vennero trasferite a Bluferries: le navi traghetto bidirezionali Riace, Fata Morgana ed Enotria; le unità veloci Selinunte Jet e Tindari Jet; il 40% delle partecipazioni in Consorzio Metromare dello Stretto, associazione temporanea di imprese per l'effettuazione di corse giornaliere con mezzi veloci fra il porto di Messina e i porti di Villa San Giovanni e Reggio Calabria (prima detenute da Bluvia); il 33% delle quote della Tremestieri Terminal S.r.l. (anch'esse prima detenute da Bluvia). A Bluferries venne conferito il diritto d'uso su tutti i ponti carrabili dei traghetti ferroviari di Bluvia lasciando a Bluvia il solo traghettamento dei convogli ferroviari.
In seguito a questa scissione, RFI dismette il marchio Bluvia e dal 2013 utilizza direttamente il proprio marchio per i servizi di traghettamento ferroviario nello stretto di Messina.
Nel 2015 un nuovo piano di riorganizzazione/dismissione annunciato da RFI prevedeva una drastica diminuzione del traghettamento di treni viaggiatori a due soli treni notturni, eliminando tutti quelli giornalieri, e il traghettamento dei soli passeggeri tra le due sponde dello Stretto sulle due navi veloci di Bluferries. Il progetto fu rinviato per le proteste di alcuni movimenti contro il taglio dei treni a lunga percorrenza.
Il 1º maggio 2019 è entrata in attività Blu Jet, società costituita nell'agosto 2018, nata dalla scissione del ramo d'azienda di Bluferries che si occupa esclusivamente del trasporto dei passeggeri nello Stretto di Messina con mezzi veloci. A Bluferries rimane il traghettamento dei passeggeri e dei mezzi gommati nello Stretto di Messina tramite navi traghetto bidirezionali adibite al solo trasporto di mezzi gommati e passeggeri.

## Caratteristiche
Il sistema di traghettamento sullo stretto consiste essenzialmente di due tipi di attrezzature: quelle fisse di terra e quelle a bordo delle navi.
Le attrezzature di terra sono di due tipi a seconda che si tratti di automezzi stradali o di rotabili ferroviari:
- per l'imbarco degli automezzi è sufficiente una banchina portuale munita di ancoraggi per l'imbarco sui ponti bassi delle navi traghetto e una rampa posta all'altezza dei ponti superiori delle navi a due piani di carico, munita di un ponte mobile attrezzato con dispositivi di sollevamento che consenta il collegamento al ponte superiore delle navi stesse;
- l'imbarco dei treni invece avviene dalla prua delle navi che viene aperta quando la nave si trova in prossimità dell'invasatura e sulla quale viene strettamente connesso un ponte munito di binari manovrato mediante dispositivi di sollevamento e abbassamento; ciò avviene solo dopo che la nave è stata correttamente ormeggiata e assicurata alla banchina. I treni vengono imbarcati a regime di manovra, spinti da apposite locomotive, dividendoli in sezioni e caricandole in maniera simmetrica sui binari di bordo in modo da evitare lo sbilanciamento del carico della nave e una sua anomala inclinazione. I rotabili vengono poi frenati a fondo e, in caso di mare molto agitato, assicurati con appositi tiranti.

I porti attrezzati sono quelli di Villa San Giovanni e Reggio Calabria, sulla sponda calabra e di Messina su quella siciliana. Di recente si è aggiunto quello di Tremestieri per il solo imbarco degli autoveicoli.
- il terminale del porto di Villa San Giovanni è dotato di tre invasature ordinarie più una per navi bidirezionali per soli autoveicoli;
- il terminale del porto di Messina è fornito di quattro invasature ordinarie più una per navi bidirezionali;
- il porto di Reggio Calabria è dotato di una sola invasatura e non svolge più servizio di traghettamento ferroviario ma solo di passeggeri;
- il terminale di Tremestieri è stato costruito per sopperire alla congestione di quello di Messina evitando alla città i disagi del pesante traffico di attraversamento urbano.

## Traghettamento ferroviario

### Flotta in attività
| Nome         | Lunghezza (m) | Larghezza (m) | Pescaggio (m) | Stazza lorda (tsl) | Nº binari | Velocità in nodi | Capacità massima passeggeri | Capacità massima di carico                                                 | Cantiere                                    | Inizio | Disarmo | Note                                                          |
| ------------ | ------------- | ------------- | ------------- | ------------------ | --------- | ---------------- | --------------------------- | -------------------------------------------------------------------------- | ------------------------------------------- | ------ | ------- | ------------------------------------------------------------- |
| Scilla       | 145           | 18,8          | 5,85          | 5.619              | 4         | 20,6             | 1.500                       | 150 auto, 43 carri o 16 carrozze ferroviarie                               | Fincantieri, Castellammare di Stabia        | 1985   | -       | Nave gemella della Villa                                      |
| Villa        | 145           | 18,8          | 5,85          | 5.619              | 4         | 20,6             | 1.500                       | 150 auto, 43 carri o 16 carrozze ferroviarie (o 445 m.l. per semirimorchi) | Fincantieri, Palermo                        | 1985   | -       | Nave gemella della Scilla                                     |
| Riace        | 102           | 18,82         | 4,50          | 2.377              | 3         | 15,2             | 500                         | 79 auto, 24 carri o 12 carrozze ferroviarie                                | Fincantieri, Castellammare di Stabia        | 1983   | -       | Nave gemella della Fata Morgana. Ceduta a Bluferries nel 2013 |
| Fata Morgana | 102           | 18,82         | 4,50          | 2.377              | 3         | 15,2             | 500                         | 79 auto, 24 carri o 12 carrozze ferroviarie                                | Fincantieri, Livorno                        | 1988   | -       | Nave gemella della Riace. Ceduta a Bluferries nel 2013        |
| Messina      | 147           | 18,7          |               | 5.448              | 4         | 18,7             | 900                         | 138 auto o 27 carri ferroviari o 15 carrozze ferroviarie                   | Nuovi Cantieri Apuania, Marina di Carrara   | 2013   | -       |                                                               |
| Iginia (II)  | 147           | 18,7          |               | 5.448              | 4         | 18,7             | 900                         | 138 auto o 27 carri ferroviari o 15 carrozze ferroviarie                   | San Giorgio del Porto e T. Mariotti, Genova | 2021   | -       | In servizio dal 2022                                          |

### Navi dismesse
| Nome                   | Lunghezza (m) | Larghezza (m) | Pescaggio (m) | Stazza lorda (tsl) | Nº binari | Velocità in nodi | Capacità massima passeggeri | Capacità massima di carico                                                                | Cantiere                                    | Inizio | Disarmo | Note                                                                     |
| ---------------------- | ------------- | ------------- | ------------- | ------------------ | --------- | ---------------- | --------------------------- | ----------------------------------------------------------------------------------------- | ------------------------------------------- | ------ | ------- | ------------------------------------------------------------------------ |
| Scilla                 | 50,5          |               |               |                    | 1         | 10,5             | ??                          |                                                                                           |                                             | 1896   | 1917    | Affondata nel 1917 a causa di una mina austroungarica                    |
| Cariddi                | 50,5          |               |               |                    | 1         | 10,5             | ??                          |                                                                                           |                                             | 1896   | 1923    |                                                                          |
| Sicilia                | 53,5          |               |               |                    | 1         | 11,5             | ??                          |                                                                                           |                                             | 1905   | 1932    |                                                                          |
| Calabria               | 53,5          |               |               |                    | 1         | 11,5             | ??                          |                                                                                           |                                             | 1905   | 1927    |                                                                          |
| Villa                  | 77,6          |               |               |                    | 1         | 12,5             | ??                          |                                                                                           |                                             | 1910   | 1974    |                                                                          |
| Reggio                 | 77,6          |               |               |                    | 1         | 12,5             | ??                          |                                                                                           |                                             | 1910   | 1950    |                                                                          |
| Scilla (II)            | 77,6          |               |               |                    | 1         | 13               | ??                          |                                                                                           |                                             | 1922   | 1942    | Ammodernata nel 1931 Rinominata Aspromonte Affondata nel 1942 a Capo Bon |
| Messina                | 91,8          |               |               |                    | 3         | 11               | ??                          |                                                                                           |                                             | 1924   | 1981    |                                                                          |
| Scilla (III)           | 109,1         |               |               |                    | 3         | 17               | ??                          |                                                                                           |                                             | 1932   | 1976    |                                                                          |
| Cariddi (II)           | 109,1         |               |               |                    | 3         | 17               | 1800                        |                                                                                           |                                             | 1932   | 1990    | Ammodernata nel 1954 e Affondata in rada San Francesco nel 2006          |
| Secondo Aspromonte     | 98,3          |               |               |                    | 3         | 14,9             | 1000                        |                                                                                           |                                             | 1948   | 1990    | Ammodernate nel 1979                                                     |
| Mongibello             | 98,4          |               |               |                    | 3         | 14,9             | 1000                        |                                                                                           |                                             | 1949   | 1994    | Ammodernate nel 1979                                                     |
| Reggio (II)            | 128,5         |               |               |                    | 4         | 17,7             | 1800                        |                                                                                           |                                             | 1960   | 1987    |                                                                          |
| San Francesco di Paola | 128,5         |               |               |                    | 4         | 17,7             | 1800                        |                                                                                           |                                             | 1964   | 1998    | Alienata nel 1998 e demolita in India nel 2004                           |
| Iginia                 | 141,5         | 18,8          | 6,12          | 5.768              | 4         | 18,8             | 2000                        | 95 auto e 430 m.l. carico merci                                                           | Cantieri Navali del Tirreno Riuniti, Ancona | 1969   | 2014    | Alienata e demolita nel 2015                                             |
| Sibari                 | 141,5         | 18,8          | 6,12          | 5.768              | 4         | 18,8             | 2000                        | 95 auto e 430 m.l. carico merci                                                           | Italcantieri, Castellammare di Stabia       | 1970   | 2009    | Alienata e demolita ad Aliağa (Turchia) nel 2009                         |
| Rosalia                | 141,5         | 18,8          | 6,12          | 5.725              | 4         | 18,8             | 2000                        | 15 carrozze o 21 carri ferroviari, 130 automobili, per un totale di 430 m.l. carico merci | Cantieri Navali del Tirreno Riuniti, Ancona | 1973   | 2012    | Alienata nel 2012                                                        |
| Logudoro               | 145           | 18,82         | 5,25          | 6.505              | 4         | 20               | 998                         | 210 auto 378 m.l. carri ferroviari (o 445 m.l. per semirimorchi)                          | Fincantieri, Palermo                        | 1988   | 2016    | Venduta per demolizione ad Aliağa (Turchia) nel febbraio 2025            |

### Le attrezzature a terra
A differenza del traghettamento di automezzi quello ferroviario è notevolmente più complesso e impegnativo. Occorre infatti stabilire tra i binari a terra e i binari di bordo una continuità sicura ed efficiente. A tale scopo sono state sviluppate delle attrezzature che consistono essenzialmente di una invasatura a forma di imbuto, di dimensioni adatte a contenere la prua delle navi in uso, e dotata di ammortizzatori laterali idonei a smorzare l'urto inevitabile dell'istante di congiungimento. Occorre inoltre assicurare stabilmente la nave alle banchine laterali mediante grosse gomene messe poi in tensione per mezzo degli argani di cui ogni nave è dotata. Fatto questo, un ponte mobile in grado di sollevarsi per il distacco e di discendere per il collegamento, montato su un'apposita incastellatura e azionato da potenti motori realizza, incastrandosi nelle guide della nave, il congiungimento del binario di terra con quello di bordo. Degli appositi segnali luminosi autorizzano e guidano la manovra dei treni spinti o tirati dalla locomotiva di manovra.

## Traghettamento di autoveicoli

### Flotta Bluferries
| Nome         | Lunghezza (m) | Capacità massima passeggeri | Velocità in nodi | Autovetture | Autotreni | Inizio | Disarmo | Note |
| ------------ | ------------- | --------------------------- | ---------------- | ----------- | --------- | ------ | ------- | ---- |
| Athena       | 105           | 400                         | 16               | 150         | 23        | 2025   |         |      |
| Enotria      | 97            | 300                         | 14               | 102         | 22        | 2003   |         |      |
| Fata Morgana | 102           | 500                         | 15,2             | 79          | 16 ?      | 1988   |         |      |
| Trinacria    | 97            | 399                         | 13,5             |             |           | 2018   |         |      |
| Sikania      | 97            | 399                         | 13,5             |             |           | 2021   |         |      |

### Flotta Caronte & Tourist
| Nome               | Anno di costruzione | Lunghezza (m) | Stazza (t.s.l.) | Velocità in nodi | Autovetture | In servizio dal | Note                                                   |
| ------------------ | ------------------- | ------------- | --------------- | ---------------- | ----------- | --------------- | ------------------------------------------------------ |
| Archimede          | 1988                | 94,1          | 1396            | 14               | 120         | 1988            |                                                        |
| Giuseppe Franza    | 1992                | 94,1          | 1396            | 14               | 120         | 1993            |                                                        |
| Villa San Giovanni | 1980                | 94,1          | 1396            | 14               | 120         | 1980            |                                                        |
| Zancle             | 1993                | 94,1          | 1426            | 14               | 120         | 1993            |                                                        |
| Giano              | 1984                | 114,9         | 1819            | 14               | 130         | 1985            |                                                        |
| Stretto Messina    | 1988                | 114,1         | 1883            | 14               | 130         | 1987            |                                                        |
| Telepass           | 1991                | 120           | 3960            | 14               | 200         | 1999            | Acquistata usata dalla compagnia norvegese Bastø Fosen |
| Tremestieri        | 1993                | 113,6         | 7747            | 14               | 210         | 2004            | Acquistata usata dalla compagnia Connex BBA            |
| Elio               | 2018                | 134           | 8055            | 20               | 290         | 2018            | Prima nave a GNL in servizio nel Mediterraneo          |
| Pietro Mondello    | 2024                | 134           | 8055            | 20               | 290         | 2025            |                                                        |

### Navi dismesse
| Nome              | Anno di costruzione | Lunghezza (m) | Capacità massima passeggeri | Velocità in nodi | Autovetture | Autotreni | Anni di servizio nello Stretto | Anni di servizio nello Stretto | Note |
| Nome              | Anno di costruzione | Lunghezza (m) | Capacità massima passeggeri | Velocità in nodi | Autovetture | Autotreni | Inizio                         | Fine                           | Note |
| ----------------- | ------------------- | ------------- | --------------------------- | ---------------- | ----------- | --------- | ------------------------------ | ------------------------------ | --- |
| Agata             | 1974                | 77,7          | 450                         | 14,8             | 70          | 12        | 1973                           | 2005                           | In servizio per Medmar |
| Pace              | 1974                | 77,7          | 450                         | 14,8             | 70          | 12        | 1974                           | 2005                           | In servizio per Maddalena Lines |
| Mongibello        | 1989                | 95            | 400                         | 14               | 170         | 16        | 2005                           | 2012                           | Attualmente in servizio come Ionas per Kerkyra Seaways |
| Reggio            | 1989                | 95            | 400                         | 14               | 170         | 16        | 2005                           | 2012                           | Attualmente in servizio come Dorieus per Kerkyra Seaways |
| Caronte           | 1974                | 76,5          |                             | 14               | 80          |           | 1974                           | 2012                           | In servizio per la Meridiano Lines |
| Filomena Matacena | 1967                | 71,7          |                             | 14               | 70          |           | 1967                           | 2005                           | Attualmente in servizio come Green Lipari per il trasporto rifiuti |
| Helga             | 1974                | 76,5          |                             | 14               | 80          |           | 1974                           | 2012                           | Posta sotto sequestro a Palermo |
| Bridge            | 1979                | 94,1          |                             | 14               | 120         |           | 1979                           | 2007                           | Posta sotto sequestro a Milazzo |
| Ulisse            | 1978                | 94,1          |                             | 14               | 120         |           | 1978                           | 2007                           | Posta sotto sequestro a Messina |
| Ostfold           | 1979                | 99,8          |                             | 14               | 200         |           | 1999                           | 2014                           | Acquistata dalla compagnia norvegese Bastø Fosen Ceduta nel 2014 alla compagnia AnRussTrans e ribattezzata Krym, poi passata nel 2019 a Ege RoRo e ribattezzata Yener Ciner Demolita ad Aliağa nel 2022 |
| Acciarello        | 1997                | 113,6         | 600                         | 17               | 210         |           | 1997                           | 2013                           | Acquistata usata dalla compagnia Connex BBA Ceduta definitivamente a BluNavy nel 2015 sulla rotta Piombino - Portoferraio tutto l'anno                                                                  |
| Riace             | 1983                | 99.67         | 500                         | 15               | 175         | 16        | 1983                           | 2025                           | Demolito ad Aliağa nel 2025 |

### Le attrezzature a terra
Le infrastrutture di terra per l'imbarco di autoveicoli sono abbastanza semplici consistendo di una banchina a piano inclinato verso il mare munita di ormeggi per assicurare il traghetto al molo sulla quale viene calato il ponte mobile dell'imbarcazione. Solo nel caso delle grandi navi FS a doppio ponte di carico, per quello superiore, occorre una rampa di accesso per alzarsi in quota e un ponte mobile simile concettualmente a quello dei treni ma notevolmente più semplice nella struttura.

## Traghettamento dei passeggeri
Per il traghettamento dei passeggeri attraverso lo stretto sono state adottate soluzioni diverse nel tempo. Dall'inizio e fino agli anni sessanta sono state utilizzate le stesse navi e le stesse corse effettuate dalle Ferrovie dello Stato per il traghettamento dei treni. Nei primi decenni i passeggeri salivano a bordo da passerelle laterali o dallo stesso ponte binari; allo scopo di agevolare la salita a bordo dei passeggeri, con l'entrata in servizio dei traghetti più grandi e in seguito alla costruzione della nuova stazione marittima di Messina vennero realizzati dei ponti mobili specifici pedonali e dei camminamenti protetti che immettevano direttamente nel grande atrio della stazione marittima. In seguito anche la stazione di Villa San Giovanni venne attrezzata di camminamenti e scale mobili per l'accesso pedonale diretto alle navi traghetto. A seconda dei treni e della destinazione il transito sullo stretto richiedeva dei tempi variabili da mezz'ora a un'ora e mezza.
A partire dalla metà degli anni sessanta entrarono in servizio tra Messina e Villa San Giovanni e Reggio Calabria i nuovi aliscafi costruiti nei messinesi Cantieri Navali Rodriquez, che abbatterono i tempi a 10-20 minuti. La rotta su Villa San Giovanni tuttavia fu presto soppressa, mentre vennero attivati i collegamenti diretti verso l'aeroporto di Reggio Calabria. I traghetti privati, all'inizio formalmente non abilitati al trasporto passeggeri, hanno tuttavia sempre contribuito ampiamente anche al traghetto di persone.
Il problema dello svincolo del traffico di merci e veicoli da quello di persone fu affrontato dalle Ferrovie dello Stato per la prima volta nel 1978 con l'entrata in servizio della motonave Edra, acquistata usata nel 1977 e adeguata allo scopo di trasportare fino a 500 passeggeri al coperto sulla rotta Messina porto-Reggio Calabria. Nel 1994 furono noleggiate da privati e immesse in servizio due navi veloci, la Celestina e la Rosaria Lauro, monocarena con propulsione a idrogetto, e un catamarano a idrogetto battezzato Airone. Con quest'ultimo è stata posta in disarmo la vecchia Edra, poi alienata.
Nel 1999 entrarono in servizio le unità veloci delle Ferrovie dello Stato Tindari Jet, Selinunte Jet e Segesta Jet, per collegare Messina con Reggio Calabria, ponendo fine al noleggio di unità private da parte dell'azienda pubblica. Dopo il tragico incidente occorso al Segesta Jet il 15 gennaio 2007, in cui persero la vita quattro membri dell'equipaggio, tra cui il comandante, il servizio subì un notevole decremento. Perciò, in seguito alla gara d'appalto bandita dal Ministero delle infrastrutture e dei trasporti, nel 2010 entrò in attività il Consorzio Metromare dello Stretto, associazione temporanea di imprese partecipata per il 60% dalla compagnia privata trapanese Ustica Lines (oggi Liberty Lines) e per il 40% da Bluferries, società del gruppo Ferrovie dello Stato Italiane. Il Consorzio Metromare collegava il porto di Messina coi porti di Reggio Calabria e Villa San Giovanni garantendo 15 corse giornaliere per tratta, mediante l'impiego di cinque mezzi veloci HSC (monocarena, catamarani o aliscafi Foilmaster), di cui due di Bluferries (Tindari Jet e Selinunte Jet) e tre di Liberty Lines (a rotazione tra le unità della sua ampia flotta di aliscafi e catamarani). Scaduta la convenzione il 30 giugno 2013, il servizio di traghettamento veloce viene svolto separatamente dalle due società, che non garantiscono lo stesso numero di corse prima effettuate dal Consorzio: Bluferries copre la sola rotta Messina-Villa, mentre Liberty Lines la sola Messina-Reggio. Dal 1º ottobre 2018, scaduto il contratto di servizio tra il Ministero dei trasporti e Liberty Lines, il collegamento tra Messina e Reggio Calabria viene effettuato per alcuni mesi da Bluferries per poi essere trasferito, a partire dal 1º maggio 2019 al 30 settembre 2023, alla nuova società Blu Jet, controllata sempre dal gruppo Ferrovie dello Stato Italiane. Dal 1º ottobre 2023 Liberty Lines torna nuovamente a operare su tale tratta.

### Flotta operante per Liberty Lines
| Nome       | Lunghezza (m) | Stazza lorda | Velocità in nodi | Capacità passeggeri | Note |
| ---------- | ------------- | ------------ | ---------------- | ------------------- | ---- |
| Ale M      | 40,00         | 407          | 30               | 269                 |      |
| Gabriele M | 40,00         | 499          | 36               | 350                 |      |
| Garagonay  | 40,00         | 407          | 30               | 267                 |      |

### Flotta operante per Blu Jet
| Nome          | Lunghezza (m) | Stazza lorda | Velocità in nodi | Capacità passeggeri | Note                           |
| ------------- | ------------- | ------------ | ---------------- | ------------------- | ------------------------------ |
| Selinunte Jet | 43            | 490          | 28,5             | 386                 |                                |
| Tindari Jet   | 43            | 490          | 28,5             | 386                 |                                |
| Eurofast      | 36,55         | 375          | 28               | 266                 | Noleggiato dalla Righetti Navi |
| Star          | 30            | 335          | 30               | 300                 | Noleggiato dalla Krilo.hr      |

## Rotte
- Messina Marittima ↔ Villa San Giovanni (carrozze ferroviarie, carri merci e ferrocisterne tramite navi di RFI; trasporto gommato tramite navi di Bluferries; passeggeri tramite mezzi veloci di Blu Jet)
- Messina Marittima ↔ Reggio Calabria (solo passeggeri tramite mezzi veloci di Liberty Lines)
- Messina Rada San Francesco ↔ Villa San Giovanni (trasporto gommato e passeggeri tramite navi di Caronte & Tourist)
- Messina Tremestieri ↔ Villa San Giovanni (solo veicoli commerciali tramite navi di Bluferries e Caronte & Tourist)
- Messina Tremestieri ↔ Reggio Calabria (solo veicoli commerciali tramite navi di Meridiano Lines)
- Messina Marittima ↔ Golfo Aranci (servizio a chiamata di traghettamento rotabili ferroviari da e per la Sardegna tramite navi di RFI)

## Nella cultura popolare
Il termine Ferrabbottu o Ferribotti indica nel gergo popolare di Sicilia e Calabria meridionale il traghetto; il termine proviene dall'adattamento linguistico del termine inglese ferry-boat.